# Les Deux Fils

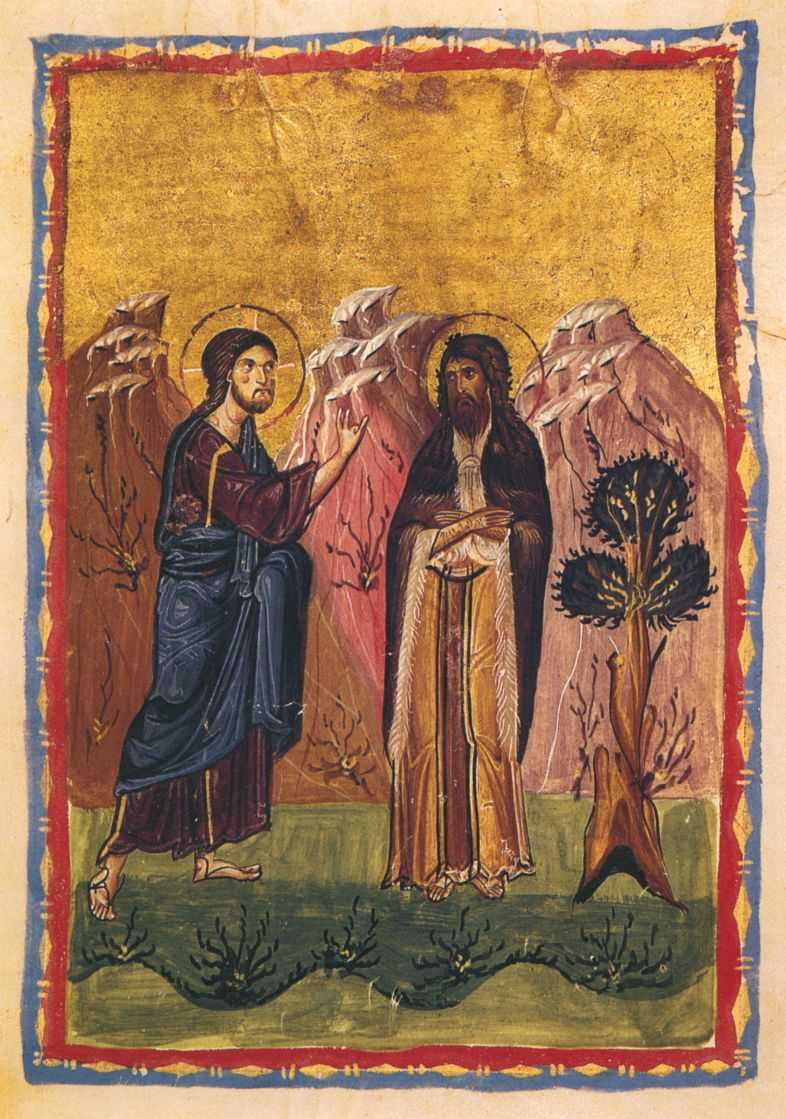
Jésus et Jean le Baptiste (XVe siècle).

Les deux fils est une parabole qui a été transmise par l'évangile selon Matthieu (21, 28-32). Elle aborde le sujet du pardon, valeur essentielle de la chrétienté, et du jugement trop hâtif.

## Texte
« Que vous en semble ? Un homme avait deux fils ; et, s'adressant au premier, il dit : Mon enfant, va travailler aujourd'hui dans ma vigne. Il répondit : je ne veux pas. Ensuite, il se repentit, et il alla. S'adressant à l'autre, il dit la même chose. Et ce fils répondit : je veux bien, seigneur. Et il n'alla pas. Lequel des deux a fait la volonté du père ? Ils répondirent : le premier. Et Jésus leur dit : je vous le dis en vérité, les publicains et les prostituées vous devanceront dans le royaume de Dieu. Car Jean est venu à vous dans la voie de la justice, et vous n'avez pas cru en lui. Mais les publicains et les prostituées ont cru en lui ; et vous, qui avez vu cela, vous ne vous êtes pas ensuite repentis pour croire en lui. »

— Traduction de Louis Segond, La Bible, Évangile selon Matthieu, chapitre 21, versets 28 à 32

## Interprétation
Jean Chrysostome parle de cette parabole dans son homélie 67. Il insiste sur le fait de ne pas seulement être dans le paraitre de la foi, mais, bel et bien de la vivre au quotidien, elle et ses commandements. L'archévêque écrit : «  Afin donc qu’ils ne s’imaginent pas que cette loi leur doive servir de rien, Jésus-Christ leur montre au contraire que ce sera par elle qu’ils seront condamnés un jour. C’est ce que saint Paul a dit ensuite : « Ceux qui écoutent la loi, ne seront pas pour cela justes devant Dieu ; mais ceux-là seront justes devant lui, qui observent la loi et qui la pratiquent ». (Rom. II, 13.) ». Cette parabole évoque si l'on suit la pensée développée par Jean Chrysostome celle sur le pharisien et le publicain.